# محمد آل توفيق
محمد جعفر آل توفيق مواليد 19 فبراير 1999، هو لاعب كرة قدم سعودي يلعب حالياً في نادي النور.